# Mario Toma
Mario Toma (Casarano, 19 marzo 1947) è un politico italiano, ex parlamentare con la carica di deputato.

## Biografia
Mario Toma è nato a Casarano il 19 marzo 1947. Sin da giovane milita nella politica locale di sinistra, iscrivendosi nel 1970 al P.C.I., divenendo ben presto un rappresentante importante della locale sezione e divenendo segretario provinciale dal 1976 al 1981. Dal 1971 al 1992 ricopre la carica di consigliere comunale a Casarano. Nel 1983 viene eletto deputato della Camera dei Deputati, ricoprendo tale carica per due legislature consecutive, ricoprendo il ruolo di segretario della Commissione Agricoltura.
Dopo lo scioglimento del Partito Comunista Italiano, aderisce al PdS, da cui ne è uscito definitivamente nel 1994, abbandonando l'attività politica e dedicandosi alla scrittura, dove si rifugia per denunciare l'attuale situazione meridionale.

## Incarichi
- Consigliere comunale dal 1971 al 1992
- Segretario provinciale del Partito Comunista Italiano dal 1976 al 1981
- Eletto alla Camera dei Deputati nel 1983 nella IX legislatura per la Circoscrizione Lecce-Brindisi-Taranto, è nominato segretario della XI Commissione "Agricoltura e foreste"

## Opere
- Casarano. Dal feudo alla fabbrica, Argo (2003)
- Elogio delle cicale. Frammenti di una vita impegnata, Argo (2005)
- La storia di Toppa, Argo (2007)
- La mia collina, racconti di amicizia e politica, Lupo (2011)
- Dalla fabbrica alla crisi. Il calzaturiero salentino, Comunickare (2014)
- Il pane e le pietre, Giorgiani (2016)
- " Da Livorno alla Bolognina" Il PCI salentino attraverso i suoi Congressi

```
   Spagine ( 2020)
```

- " Storie di donne" pugliesi e salentine, Spagine (2021)